# Puchar Narodów Pacyfiku 2011
Puchar Narodów Pacyfiku 2011 – szósta edycja corocznego turnieju organizowanego pod auspicjami IRB dla drużyn z regionu Pacyfiku. Turniej odbył się pomiędzy 2 a 13 lipca 2011 roku i wzięły w nim udział cztery reprezentacje.

## Informacje ogólne
Japan Rugby Football Union otrzymał prawa do organizacji turnieju w grudniu 2010 roku z meczami zaplanowanymi na Chichibunomiya Rugby Stadium. Z powodu marcowego trzęsienia ziemi tylko jeden mecz odbył się w Japonii, pozostałe rozegrano na Fidżi. Sędziowie zawodów zostali wyznaczeni pod koniec kwietnia – mecze mieli prowadzić Marius Jonker, Keith Brown i Peter Fitzgibbon, którzy pełnili także rolę arbitrów liniowych, w każdym ze spotkań drugim z nich był James Bolabiu. Zmieniony harmonogram rozgrywek został opublikowany na początku maja. Cztery uczestniczące zespołów rywalizowały systemem kołowym w ciągu trzech meczowych dni pomiędzy 12 a 26 czerwca 2010 roku. Zwycięzca meczu zyskiwał cztery punkty, za remis przysługiwały dwa punkty, porażka nie była punktowana, a zdobycie przynajmniej czterech przyłożeń lub przegrana nie więcej niż siedmioma punktami premiowana była natomiast punktem bonusowym.
Po pierwszych dwóch seriach spotkań wszystkie zespoły zaliczyły po jednym zwycięstwie i porażce, co oznaczało, iż cała czwórka przystępując do ostatniej kolejki miała szansę na końcowy triumf. Przewodzący stawce Tongijczycy, by być pewnymi pierwszego w historii zespołu triumfu w tych zawodach, musieli odnieść bonusowe zwycięstwo, pozostałe zespoły zaś prócz zwycięstwa liczyły na pomyślny układ drugiego ze spotkań. Co prawda podopieczni Isitolo Maki pokonali Samoańczyków, jednak nie zdobyli czterech przyłożeń, co otworzyło szansę dla pozostałych dwóch drużyn. Fidżyjczycy prowadzący nawet 13–8, osłabieni następnie brakiem dwóch graczy ukaranych czerwonymi kartkami za wysokie szarże, nie byli w stanie przeszkodzić rywalom w odrobieniu strat, a dające zwycięstwo w turnieju czwarte przyłożenie Japończycy zdobyli już po syrenie oznaczającej koniec regulaminowego czasu gry.
Najwięcej punktów w turnieju zdobył Tongijczyk Kurt Morath, zaś pięciu zawodników zdobyło po trzy przyłożenia.

## Mecze

### Tydzień 1
| 2 lipca 201115:10 | Tonga                                                                                          | 45:21 | Fidżi                                      | Churchill Park, Lautoka Widzów: 4075 Sędzia: Marius Jonker |
| 2 lipca 201115:10 | Vahafolau 5 (P) Morath 20 (4pd 4K) Taufa 5 (P) Iongi 5 (P) Taumalolo 5 (P) 1 karne przyłożenie | 45:21 | Little 11 (pd 3K) Kalou 5 (P) Ravulo 5 (P) | Churchill Park, Lautoka Widzów: 4075 Sędzia: Marius Jonker |
| 2 lipca 201115:10 | Taumalolo                                                                                      | 45:21 |                                            | Churchill Park, Lautoka Widzów: 4075 Sędzia: Marius Jonker |

| 2 lipca 201118:10 | Japonia                                  | 15:34 | Samoa                                                        | Chichibunomiya Rugby Stadium, Tokio Widzów: 9700 Sędzia: Keith Brown |
| 2 lipca 201118:10 | Webb 5 (pd K) Holani 5 (P) Usuzuki 5 (P) | 15:34 | Tuilagi 10 (2P) Sooialo 14 (4pd 2K) Salavea 5 (P) Pisi 5 (P) | Chichibunomiya Rugby Stadium, Tokio Widzów: 9700 Sędzia: Keith Brown |

### Tydzień 2
| 9 lipca 201112:40 | Tonga                                              | 27:28 | Japonia                                                            | Stadion Narodowy, Suva Widzów: 2250 Sędzia: Peter Fitzgibbon |
| 9 lipca 201112:40 | Morath 17 (P 3pd 2K) Ma'afu 5 (P) Tonga'uiha 5 (P) | 27:28 | Taira 5 (P) Kikutani 5 (P) Holani 5 (P) Arlidge 8 (4pd) Endo 5 (P) | Stadion Narodowy, Suva Widzów: 2250 Sędzia: Peter Fitzgibbon |
| 9 lipca 201112:40 | Puafisi                                            | 27:28 |                                                                    | Stadion Narodowy, Suva Widzów: 2250 Sędzia: Peter Fitzgibbon |

| 9 lipca 201115:10 | Samoa                                                      | 18:36 | Fidżi                                                                                                | Stadion Narodowy, Suva Widzów: 4000 Sędzia: Marius Jonker |
| 9 lipca 201115:10 | Tagicakibau 5 (P) Sooialo 5 (pd K) Lavea 3 (K) Iosua 5 (P) | 18:36 | Goneva 5 (P) Little 7 (2pd K) Kalou 5 (P) Maʻafu 5 (P) Rawaqa 5 (P) Fatiaki 5 (P) Luveniyali 4 (2pd) | Stadion Narodowy, Suva Widzów: 4000 Sędzia: Marius Jonker |
| 9 lipca 201115:10 | Levi                                                       | 18:36 | | Stadion Narodowy, Suva Widzów: 4000 Sędzia: Marius Jonker |

### Tydzień 3
| 13 lipca 201112:40 | Tonga                                         | 29:19 | Samoa                         | Churchill Park, Lautoka Widzów: 2020 Sędzia: Keith Brown |
| 13 lipca 201112:40 | Morath 19 (2pd 5K) Taumalolo 5 (P) Helu 5 (P) | 29:19 | Sooialo 14 (pd 4K) Lemi 5 (P) | Churchill Park, Lautoka Widzów: 2020 Sędzia: Keith Brown |
| 13 lipca 201112:40 | Lokotui                                       | 29:19 |                               | Churchill Park, Lautoka Widzów: 2020 Sędzia: Keith Brown |

| 13 lipca 201115:10 | Japonia                                                           | 24:13 | Fidżi                    | Churchill Park, Lautoka Widzów: 3000 Sędzia: Peter Fitzgibbon |
| 13 lipca 201115:10 | Nicholas 5 (P) Webb 4 (2pd) Aruga 5 (P) Horie 5 (P) Imamura 5 (P) | 24:13 | Bai 3 (K) Nalaga 10 (2P) | Churchill Park, Lautoka Widzów: 3000 Sędzia: Peter Fitzgibbon |
| 13 lipca 201115:10 | Waqaniburotu · Bai · Luveniyali · Koyamaibole · Rabeni            | 24:13 |                          | Churchill Park, Lautoka Widzów: 3000 Sędzia: Peter Fitzgibbon |